# TQ (cantor)
Terrance Quaites, mais conhecido como TQ (Compton, Califórnia, 24 de maio de 1976) é um cantor de R&B americano.

## Discografia

### Álbuns de estúdio
- 1998 - They Never Saw Me Coming
- 2000 - The Second Coming
- 2004 - Listen
- 2007 - Gemini
- 2008 - Paradise
- 2009 - S.E.X.Y.
- 2010 - Kind of Blue

### Singles
- 1998 - "Westside"
- 1998 - "Bye Bye Baby"
- 1999 - "Better Days"
- 1999 - "Summertime" (c/ Another Level)
- 2000 - "Daily"
- 2000 - "Ride On" / "Superbitches"
- 2001 - "Let's Get Back to Bed - Boy!" (c/ Sarah Connor)
- 2004 - "KeepItOnTheLow"
- 2004 - "Right On"
- 2005 - "Tear This Bitch Up"
- 2006 - "Crockett's Theme" (c/ Jan Hammer & Phillipe)

## Filmes
| Ano  | Título            | Papel |
| ---- | ----------------- | ----- |
| 2006 | Rockin' Meera     | Rock  |
| 2006 | Richard III       | DJ    |
| 2006 | The Devil's Grind |       |
| 2007 | A Father's Love   |       |
| 2007 | Consequences      |       |
| 2007 | The Black         |       |